# Liga e Parë e Kosovës (2020/2021)
Liga e Parë e Kosovës 2020/2021 – 74. edycja rozgrywek ligowych drugiego poziomu piłki nożnej mężczyzn w Kosowie. Brało w niej udział 20 drużyn w dwóch dziesięciozespołowych grupach, które w okresie od 25 września 2020 do 15 maja 2021 rozegrały 27 kolejek meczów. Z ligi spadły drużyny: Vushtrria i KEK-u Obilić. Do Superligi awansowały drużyny: Malisheva, Ulpiana Lipljan i Dukagjini.

## Drużyny
| Uczestnicy poprzedniej edycji                                                                                 | Uczestnicy poprzedniej edycji | Uczestnicy poprzedniej edycji | Uczestnicy poprzedniej edycji |
| --- | ----------------------------- | ----------------------------- | ----------------------------- |
| LIR | Liria Prizren                 | 3                             |                               |
| IST | Istogu                        | 4                             |                               |
| DRE | Drenasi                       | 5                             |                               |
| MAL | Malisheva                     | 7                             |                               |
| ONI | Onix Banjë                    | 9                             |                               |
| TRE | Trepça                        | 11                            |                               |
| VËL | Vëllaznimi                    | 16                            |                               |
| Spadek z Superliga e Kosovës 2019/20                                                                          |                               |                               |                               |
| VUS | Vushtrria                     | 11                            |                               |
| DUK | Dukagjini                     | 12                            |                               |
| Awans z Liga e Dytë 2019/20                                                                                   |                               |                               |                               |
| A&N | A&N Prizren                   | 2                             |                               |
| Oznaczenia: - kolumna pierwsza – skróty nazw drużyn, - kolumna trzecia – miejsce zajęte w poprzednim sezonie. |                               |                               |                               |

| Uczestnicy poprzedniej edycji                                                                                 | Uczestnicy poprzedniej edycji | Uczestnicy poprzedniej edycji | Uczestnicy poprzedniej edycji |
| --- | ----------------------------- | ----------------------------- | ----------------------------- |
| 2KO | 2 Korriku                     | 6                             |                               |
| DAR | Dardana Kamenica              | 8                             |                               |
| KEK | KEK-u Obilić                  | 10                            |                               |
| ULP | Ulpiana                       | 12                            |                               |
| VLL | Vllaznia Pozheran             | 13                            |                               |
| RMZ | Ramiz Sadiku                  | 14                            |                               |
| VIT | Vitia                         | 15                            |                               |
| Spadek z Superliga e Kosovës 2019/20                                                                          |                               |                               |                               |
| FLA | Flamurtari Prisztina          | 9                             |                               |
| FZJ | Ferizaj                       | 10                            |                               |
| Awans z Liga e Dytë 2019/20                                                                                   |                               |                               |                               |
| KIK | Kika                          | 1                             |                               |
| Oznaczenia: - kolumna pierwsza – skróty nazw drużyn, - kolumna trzecia – miejsce zajęte w poprzednim sezonie. |                               |                               |                               |

## Tabele końcowe

### Grupa A
| Lp. | Drużyna       | M  | Z  | R  | P  | Bramki | Bramki | Różn. | Pkt | Uwagi                 |
| --- | ------------- | -- | -- | -- | -- | ------ | ------ | ----- | --- | --------------------- |
| 1   | Malisheva (A) | 27 | 19 | 3  | 5  | 56     | 20     | +36   | 60  | Awans do Superligi    |
| 2   | Dukagjini (A) | 27 | 17 | 7  | 3  | 52     | 24     | +28   | 58  | Baraże o awans        |
| 3   | Istogu        | 27 | 13 | 8  | 6  | 34     | 18     | +16   | 47  |                       |
| 4   | A&N Prizren   | 27 | 11 | 4  | 12 | 41     | 36     | +5    | 37  |                       |
| 5   | Liria Prizren | 27 | 8  | 10 | 9  | 34     | 25     | +9    | 34  |                       |
| 6   | Trepça        | 27 | 9  | 6  | 12 | 36     | 49     | −13   | 33  |                       |
| 7   | Vëllaznimi    | 27 | 8  | 5  | 14 | 22     | 36     | −14   | 29  |                       |
| 8   | Onix Banjë    | 27 | 7  | 7  | 13 | 26     | 45     | −19   | 28  |                       |
| 9   | Drenasi       | 27 | 5  | 10 | 12 | 26     | 40     | −14   | 25  |                       |
| 10  | Vushtrria (S) | 27 | 4  | 8  | 15 | 17     | 51     | −34   | 20  | Spadek do Ligi e Dytë |

### Grupa B
| Lp. | Drużyna              | M  | Z  | R  | P  | Bramki | Bramki | Różn. | Pkt | Uwagi                 |
| --- | -------------------- | -- | -- | -- | -- | ------ | ------ | ----- | --- | --------------------- |
| 1   | Ulpiana (A)          | 27 | 15 | 8  | 4  | 40     | 19     | +21   | 53  | Awans do Superligi    |
| 2   | Flamurtari Prisztina | 27 | 14 | 10 | 3  | 43     | 20     | +23   | 52  | Baraże o awans        |
| 3   | 2 Korriku            | 27 | 13 | 3  | 11 | 43     | 30     | +13   | 42  |                       |
| 4   | Vitia                | 27 | 9  | 8  | 10 | 33     | 36     | −3    | 35  |                       |
| 5   | Kika                 | 27 | 10 | 4  | 13 | 33     | 42     | −9    | 34  |                       |
| 6   | Ramiz Sadiku         | 27 | 8  | 8  | 11 | 24     | 30     | −6    | 32  |                       |
| 7   | Dardana Kamenica     | 27 | 8  | 8  | 11 | 25     | 35     | −10   | 32  |                       |
| 8   | Vllaznia Pozheran    | 27 | 8  | 7  | 12 | 28     | 42     | −14   | 31  |                       |
| 9   | Ferizaj              | 27 | 7  | 9  | 11 | 31     | 38     | −7    | 30  |                       |
| 10  | KEK-u Obilić (S)     | 27 | 7  | 7  | 13 | 24     | 32     | −8    | 28  | Spadek do Ligi e Dytë |

## Baraże o awans
| Drużyna 1 | Wynik | Drużyna 2            |
| --------- | ----- | -------------------- |
| Dukagjini | 2:1   | Flamurtari Prisztina |

| Drużyna 1           | Wynik        | Drużyna 2 |
| ------------------- | ------------ | --------- |
| Trepça’89 Mitrowica | 1:1 (k. 3:4) | Dukagjini |